# Татлы (Акстафинский район)
Татлы (азерб. Tatlı) — село в Татлинском административно-территориальном округе Акстафинского района Азербайджана.

## География
Село Татлы находится на берегу реки Гасансу на высоте 517 метров над уровнем моря в 15 км от райцентра Акстафа и в 451 км от Баку. Ближайшая железнодорожная станция — Татлы.

## Этимология
Название села происходит от рода Татлы.

## История
Село было основано переселенцами из Южного (Иранского) Азербайджана.
Село Татлы в 1913 году согласно административно-территориальному делению Елизаветпольский губернии относилось к Татлинскому сельскому обществу Казахского уезда.
В 1926 году согласно административно-территориальному делению Азербайджанской ССР село относилось к дайре Акстафа Казахского уезда.
С 24 января 1939 года село входило в состав Акстафинского района, который 4 декабря 1959 года был ликвидирован, а населённый пункт передан в состав Казахского района.
Согласно административному делению 1961 и 1977 года село Татлы входило в Татлинский сельсовет Казахского района Азербайджанской ССР.
24 апреля 1990 года село передано в состав новообразованного Акстафинского района. В годы Первой карабахской войны село часто подвергалось обстрелам.
В 1999 году в Азербайджане была проведена административная реформа и внутри Татлинского административно-территориального округа был учрежден Татлинский муниципалитет Акстафинского района.

## Население
| Численность населения | Численность населения | Численность населения | Численность населения |
| 1886                  | 1985                  | 1999                  | 2009                  |
| --------------------- | --------------------- | --------------------- | --------------------- |
| 1324                  | ↗1473                 | ↗1842                 | ↗1960                 |

В 1886 году в селе Татлы в IV участке Казахского уезда Елисаветопольской губернии проживало 1324 человека, все — «таты», все — мусульмане-шииты. «Татами» (həмшәри) в Елисаветопольской губернии именовали тюркоязычных выходцев из Южного Азербайджана.
Население преимущественно занимается виноградарством, животноводством, выращиванием зерна.

## Климат
Среднегодовая температура воздуха в селе составляет +13,9 °C. В селе полупустынный климат.

## Инфраструктура
В советское время в селе располагалась в/ч 31747, виноградарский совхоз, средняя школа, дом культуры, библиотека и медицинский пункт.
В селе расположены почтовое отделение, средняя школа, клуб, библиотека, врачебный пункт, 2 детских ясли-сада.